# 納馬魯努山
1°59′N 36°26′E / 1.98°N 36.43°E

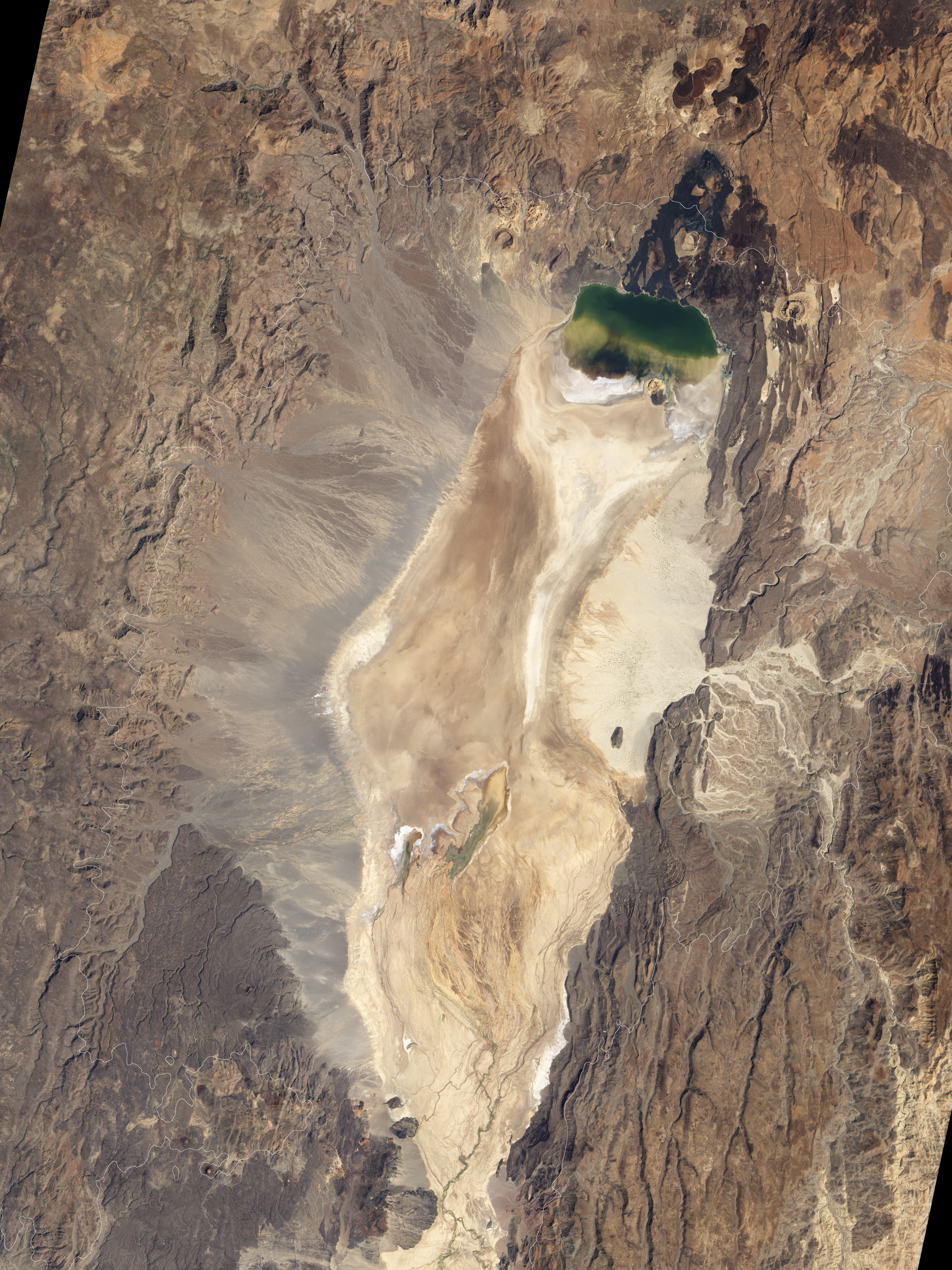

納馬魯努山（Namarunu），是肯尼亞的火山，位於該國西部，由圖爾卡納郡負責管轄，處於首都奈洛比以北400公里，海拔高度768米，每年平均降雨量735毫米。